# Joost Jarges
Joost Jarges (Groningen, 25 juni 1760 - aldaar, 6 januari  1845) was een Nederlands politicus.

## Biografie
Jarges was een lid van de familie Jarges en een zoon van generaal-majoor Coppen Jarges (1727-1792) en Anna Maria Hijma Juiliana Lewe (1729-1792), lid van de familie Lewe. Hij bleef ongehuwd.
Jantzon studeerde rechten te Groningen van 1777 tot 1783 en promoveerde in 1783 op de dissertatie De justitia et usu poenarum capitalium, praesertim apud veteres Germanos. Hij was in 1786 en vanaf 1795 gecommitteerde voor Groningen in de Generaliteitsrekenkamer. In de jaren 1796 tot 1798 was hij gedeputeerd representant van Groningen en van 1802 tot 1807 lid van het departementaal bestuur van Stad en Lande van Groningen.
Jarges was van 1806 tot 1810 lid van het Wetgevend Lichaam voor het departement Groningen. In 1814-1815 was hij voor de provincie Groningen lid van de Staten-Generaal der Verenigde Nederlanden. Van 1815 tot 1831 was hij lid van de Tweede Kamer der Staten-Generaal om daarna lid te worden van de Eerste Kamer der Staten-Generaal wat hij bleef tot zijn overlijden op bijna 85-jarige leeftijd.

## Onderscheidingen
- Ridder in de Orde van de Unie (13 februari 1807)
- Ridder in de Orde van de Reünie (7 maart 1812)
- Commandeur in de Orde van de Nederlandse Leeuw